# 巴爾迪維亞 (安蒂奧基亞省)
巴爾迪維亞是哥倫比亞的城鎮，位於該國北部，由安蒂奧基亞省負責管轄，距離首府麥德林159公里，始建於1849年，面積545平方公里，海拔高度400米，2002年人口11,963。

## 外部連結
- （西班牙文） University of Antioquia Library; Valdivia, Antioquia

7°17′20″N 75°23′53″W / 7.289°N 75.398°W